# Terry Date
Terry Date (Lansing, 31 de janeiro de 1956) um produtor musical americano. É famoso por seus trabalhos com bandas de heavy metal e rock alternativo. Alguns músicos o rotulam de melhor produtor musical de todos os tempos. No final de 2006, começou a trabalhar no novo álbum do Smashing Pumpkins.

## Discografia

### Produção/Mixagem/Engenharia
- Dark Angel - Time Does Not Heal (1991)
- 24-7 Spyz - Strength in Numbers (1992)
- Staind - Dysfunction (1999)
- Otep - Sevas Tra (2002)
- Deftones - Adrenaline (1995)
- Deftones - Around the Fur (1997)
- Deftones - White Pony (2000)
- 'A' - Teen Dance Ordinance (2005)
- Handsome - Handsome (1997)

### Produção/Engenharia
- Soundgarden - Louder than Love (1989)
- Overkill - The Years of Decay (1989)
- Pantera - Cowboys from Hell (1990)
- Overkill - Horrorscope (1991)
- Screaming Trees - Uncle Anesthesia (1991)
- Pantera - Vulgar Display of Power (1992)
- Pantera - Far Beyond Driven (1994)
- Pantera - The Great Southern Trendkill (1996)
- Soundgarden - A-Sides (1997)
- Machine Head - The Burning Red (1999)
- Limp Bizkit - Significant Other (1999)
- Limp Bizkit - Chocolate Starfish and the Hot Dog Flavored Water (2000)
- Limp Bizkit - Results May Vary (2003)
- Unearth - III: In the Eyes of Fire (2006)

### Produção
- Metal Church - Blessing in Disguise (1989)
- Dream Theater - When Dream and Day Unite (1989)
- Mother Love Bone - Apple (1990)
- Soundgarden - Badmotorfinger (1991)
- Mind Funk - Dropped (1993)
- Fishbone - Give a Monkey a Brain and He'll Swear He's the Center of the Universe (1993)
- Prong - Cleansing (1994)
- White Zombie - Astro Creep: 2000 - Songs of Love, Destruction and Other Synthetic Delusions of the Electric Head (1995)
- O Paizão Trilha Sonora do Filme (1999)
- Deftones - White Pony (2000)
- Snoop Dogg - Greatest Hits (2001)
- Limp Bizkit - New Old Songs (2001)
- Matrix Reloaded: Matrix Reloaded Soundtrack (2003)
- Tony Hawk's Pro Skater 3: Trilha Sonora Oficial (2003)
- Funeral For A Friend - Hours (2005)
- dredg - Catch Without Arms (2005)
- Ozzy Osbourne - Prince of Darkness (Box Set) (2005)
- EchoGram - EchoGram (2006?)
- Slayer - "Repentless" (2015)

### Mixagem
- Deftones - Adrenaline (1995)
- Incubus - S.C.I.E.N.C.E. (1997)
- Deftones - Around the Fur (1997)
- Staind - Dysfunction (1999)
- Slipknot -  Wait and Bleed (2000)
- Slipknot -  Vermilion (2004)
- Korn - See You On the Other Side (2005)